# افطار
افطار (به عربی: إفطار) یا روزه‌گُشا به وعده شامگاهی مسلمانان که در ماه رمضان و در پی گفتن اذان مغرب صرف می‌شود گفته می‌شود. افطار به معنای گشادن روزه نیز است و معادل فارسی آن روزه‌گشا می‌باشد. گاهی مسلمانان عمل افطار را به صورت دسته‌جمعی انجام می‌دهند. افطار بلافاصله پس از اذان مغرب انجام می‌شود و در آن معمولاً از خرما برای بازکردن روزه استفاده می‌کنند.

## ثبت ملی و جهانی

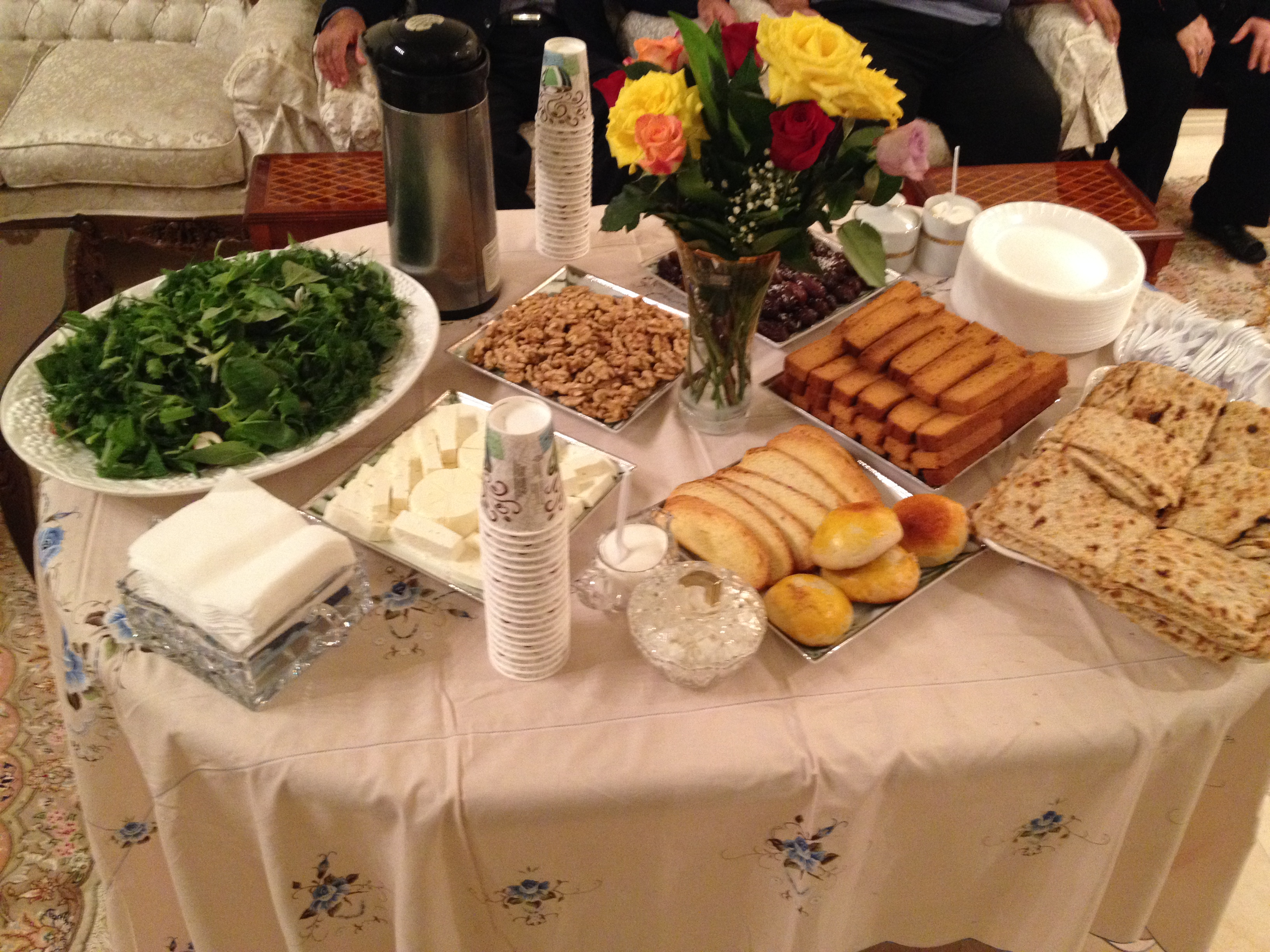
نمونه‌ای از یک سفرهٔ افطار ایرانی. شام بعد از افطار خورده می‌شود

در تیرماه ۱۳۹۲، سازمان میراث فرهنگی ایران، آیین سفرهٔ افطار ایرانی را در فهرست میراث ملی ایران ثبت کرد. در ۱۵ آذر ۱۴۰۲، یونسکو سنت افطار را به نام ایران، جمهوری آذربایجان، ازبکستان و ترکیه، در فهرست میراث ناملموس ثبت کرد.